# 冠狗牙花定碱
冠狗牙花定碱（简称狗牙花定碱、狗牙花定、狗牙花碱，也称为18-甲氧羰基伊波加明，18-carbomethoxyibogamine）是一种有机化合物，化学式为C21H26N2O2，是山马茶（学名：Tabernaemontana divaricata）等马蹄花属植物中提取的生物碱。